# Leichtathletik-Länderkampf der Frauen 1969 BR Deutschland – Großbritannien
| 16. Leichtathletik-Länderkampf mit bundesdeutscher Beteiligung 1969 | 16. Leichtathletik-Länderkampf mit bundesdeutscher Beteiligung 1969 |
| ------------------------------------------------------------------- | ------------------------------------------------------------------- |
|                                                                     |                                                                     |
| Ländervergleich der Frauen; BR Deutschland – Großbritannien         |                                                                     |
| Austragungsort                                                      | Hamburg                                                             |
| Wettbewerbe                                                         | 13                                                                  |
| Datum                                                               | 27./28. September                                                   |
| 1. GBR 2. FRG                                                       | 73 Punkte 62 Punkte                                                 |
| Chronik                                                             |                                                                     |
| ← FRG-GBR (M)                                                       | SUI-FRG-FRA 10kampf (M) →                                           |

Im sechzehnten Vergleich des Länderkampfjahres 1969 bestritten die bundesdeutschen Frauen in getrennter Wertung gleichzeitig mit den Männern am 27./28. September in Hamburg gegen Großbritannien. Zum elften Mal wurde diese Begegnung ausgetragen, die Zwischenbilanz lautete sechs zu vier für die Bundesrepublik Deutschland.

## Wettbewerbe und Modus
Auf dem Programm standen die nun üblichen dreizehn Wettbewerbe, die das damalige olympische Frauenprogramm komplett abdeckten und darüber hinaus den 1500-Meter-Lauf und die 4-mal-400-Meter-Staffel beinhalteten. Anstelle des Hürdenlaufs über 80 Meter wurde der 100-Meter-Hürdenlauf ausgetragen. Die Wertung erfolgte in allen Disziplinen nach dem Standardsystem.

## Ergebnis
Bei den Frauen kam es wie bei den Männern zu einer unterschiedlichen Verteilung der Teamstärken beider Länder in den verschiedenen Bereichen. Allerdings zeigten sich die britischen Athletinnen insgesamt erfolgreicher als ihre männlichen Kollegen. In den Läufen gewann die Bundesrepublik Deutschland zwei Disziplinen, die Britinnen waren vier Mal vorn und verbuchten auch beide Staffeln auf ihrem Konto. Die beiden Sprungwettbewerbe gingen ebenfalls an Großbritannien. Da reichten auch die drei bundesdeutschen Siege in den drei Disziplinen der Kategorie Wurf/Stoß nicht, um diesen Länderkampf für sich zu entscheiden. So mussten die bundesdeutschen Sportlerinnen in Hamburg mit 62 zu 73 Punkten ihre zweite Saisonniederlage hinnehmen.

## Weltrekord im Diskuswurf
Einen besonderen sportlichen Höhepunkt gab es im Diskuswurf. Hier stellte die bundesdeutsche Werferin Liesel Westermann mit 63,96 m einen neuen Weltrekord auf.

## Legende
Kurze Übersicht zur Bedeutung der Symbolik – so üblicherweise auch in sonstigen Veröffentlichungen verwendet:
| WR | Weltrekord |

## Resultate

### 100 m
| Platz | Athletin      | Land | Zeit (s) |
| ----- | ------------- | ---- | -------- |
| 1     | Jutta Stöck   | FRG  | 12,0     |
| 2     | Anita Neill   | GBR  | 12,1     |
| 3     | Val Peat      | GBR  | 12,2     |
| 4     | Bärbel Hähnle | FRG  | 12,3     |

Datum: 27. September

### 200 m
| Platz | Athletin     | Land | Zeit (s) |
| ----- | ------------ | ---- | -------- |
| 1     | Val Peat     | GBR  | 24,1     |
| 2     | Jutta Stöck  | FRG  | 24,4     |
| 3     | Rita Jahn    | FRG  | 24,6     |
| 4     | Helen Golden | GBR  | 24,9     |

Datum: 28. September

### 400 m
| Platz | Athletin       | Land | Zeit (s) |
| ----- | -------------- | ---- | -------- |
| 1     | Christel Frese | FRG  | 55,2     |
| 2     | Janet Simpson  | GBR  | 55,2     |
| 3     | Jenny Pawsey   | GBR  | 55,5     |
| 4     | Inge Eckhoff   | FRG  | 56,2     |

Datum: 27. September

### 800 m
| Platz | Athletin           | Land | Zeit (min) |
| ----- | ------------------ | ---- | ---------- |
| 1     | Pat Lowe           | GBR  | 2:08,3     |
| 2     | Joan Page          | GBR  | 2:10,0     |
| 3     | Maria Strickling   | FRG  | 2:10,5     |
| 4     | Christel Rosenthal | FRG  | 2:19,2     |

Datum: 28. September

### 1500 m
| Platz | Athletin        | Land | Zeit (min) |
| ----- | --------------- | ---- | ---------- |
| 1     | Rita Ridley     | GBR  | 4:23,7     |
| 2     | Jutta von Haase | FRG  | 4:33,0     |
| 3     | Ellen Tittel    | FRG  | 4:37,6     |
| 4     | Thelwyn Bateman | GBR  | 4:37,7     |

Datum: 28. September

### 100 m Hürden
| Platz | Athletin      | Land | Zeit (s) |
| ----- | ------------- | ---- | -------- |
| 1     | Susan Hayward | GBR  | 14,4     |
| 2     | Susan Scott   | GBR  | 14,4     |
| 3     | Christel Voß  | FRG  | 14,6     |
| 4     | Gudrun Gülck  | FRG  | 15,8     |

Datum: 27. September

### 4 × 100 m Staffel
| Platz | Besetzung      | Land                                                | Zeit (s) |
| ----- | -------------- | --------------------------------------------------- | -------- |
| 1     | Großbritannien | Val Peat Sheila Cooper Anita Neill Denise Ramsden   | 45,6     |
| 2     | BR Deutschland | Bärbel Hähnle Jutta Stöck Rita Jahn Silke Mattelson | 45,6     |

Datum: 27. September

### 4 × 400 m Staffel
| Platz | Besetzung      | Land                                                      | Zeit (min) |
| ----- | -------------- | --------------------------------------------------------- | ---------- |
| 1     | Großbritannien | Marilyn Neufville Jenny Pawsey Pat Lowe Janet Simpson     | 3:41,9     |
| 2     | BR Deutschland | Birgit Hefti Inge Eckhoff Antje Gleichfeld Christel Frese | 3:42,6     |

Datum: 28. September

### Hochsprung
| Platz | Athletin          | Land | Höhe (m) |
| ----- | ----------------- | ---- | -------- |
| 1     | Barbara Inkpen    | GBR  | 1,70     |
| 2     | Dorothy Shirley   | GBR  | 1,65     |
| 3     | Bärbel Sprywald   | FRG  | 1,65     |
| 4     | Brunhilde Holland | FRG  | 1,60     |

Datum: 27. September

### Weitsprung
| Platz | Athletin       | Land | Weite (m) |
| ----- | -------------- | ---- | --------- |
| 1     | Moira Walls    | GBR  | 6,23      |
| 2     | Susan Scott    | GBR  | 6,17      |
| 3     | Christa Herzog | FRG  | 6,03      |
| 4     | Christel Voß   | FRG  | 5,47      |

Datum: 28. September

### Kugelstoßen
| Platz | Athletin          | Land | Weite (m) |
| ----- | ----------------- | ---- | --------- |
| 1     | Marlene Fuchs     | FRG  | 16,66     |
| 2     | Liesel Westermann | FRG  | 15,62     |
| 3     | Brenda Bedford    | GBR  | 15,20     |
| 4     | Gay Porter        | GBR  | 13,52     |

Datum: 28. September

### Diskuswurf
| Platz | Athletin           | Land | Weite (m) |
| ----- | ------------------ | ---- | --------- |
| 1     | Liesel Westermann  | FRG  | 63,96 WR  |
| 2     | Brigitte Berendonk | FRG  | 53,80000  |
| 3     | Rosemary Payne     | GBR  | 51,00000  |
| 4     | Brenda Bedford     | GBR  | 46,50000  |

Datum: 27. September

### Speerwurf
| Platz | Athletin        | Land | Weite (m) |
| ----- | --------------- | ---- | --------- |
| 1     | Ameli Koloska   | FRG  | 58,48     |
| 2     | Almut Brömmel   | FRG  | 51,36     |
| 3     | Averil Williams | GBR  | 44,02     |
| 4     | Pru French      | GBR  | 41,46     |

Datum: 28. September

## Einzelnachweis
1. ↑  Discus throw - Women, sport-record.de (englisch), S. 32 (PDF; 1603 KB), abgerufen am 2. Dezember 2024